# Липки (Москва)
Ли́пки — посёлок в составе района Щербинка Новомосковского административного округа города Москвы. Включён в состав Москвы 10 мая 1988 года.

## Происхождение названия
Посёлок назван по бывшей деревне Липки. Название означает «деревня с липами» и типично для среднерусских ойконимов. В Подмосковье многочисленные названия населённых пунктов Липки известны с XVI—XVII веков.

## Описание
Посёлок застроен преимущественно частными домами, также имеются 6 пятиэтажных зданий. Площадь составляет 9 га, население — 213 человек (2004 год). В посёлке имеется одноимённый парк, открытый на месте разрушенного санатория «Липки».

## История
Посёлок числится на картах с 1990-х — 2000-х годов